# Leyrat
Leyrat ist eine Gemeinde im Zentralmassiv in Frankreich. Sie gehört zur Region Nouvelle-Aquitaine, zum Département Creuse, zum Arrondissement Aubusson und zum Kanton Boussac. Sie grenzt im Nordwesten an Saint-Pierre-le-Bost, im Norden an Saint-Sauvier, im Osten an Treignat, im Südosten an Soumans, im Süden an Lavaufranche, im Südwesten an Saint-Silvain-Bas-le-Roc und im Westen an Boussac-Bourg. Die Bewohner nennen sich Leyratois oder Leyratoises.

## Bevölkerungsentwicklung
| Jahr      | 1962 | 1968 | 1975 | 1982 | 1990 | 1999 | 2008 | 2013 |
| --------- | ---- | ---- | ---- | ---- | ---- | ---- | ---- | ---- |
| Einwohner | 311  | 304  | 243  | 215  | 193  | 175  | 157  | 157  |

## Sehenswürdigkeiten
- Kirche Saint-Désiré aus dem 12. und 13. Jahrhundert, Monument historique

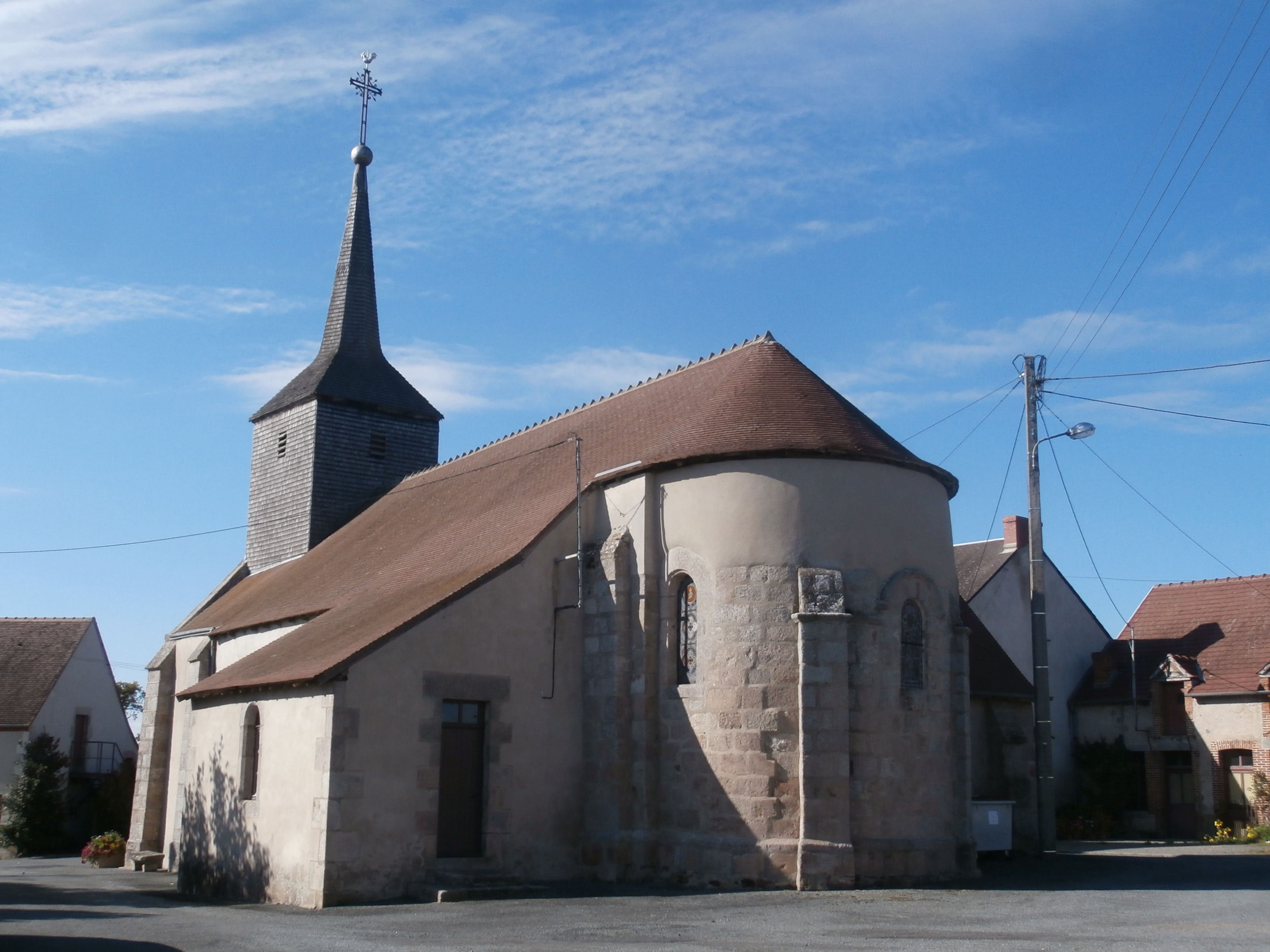
Kirche Saint-Désiré